# Karpen (Nederland)
De Karpen is een buurt in het stadsdeel Tongelre in de Nederlandse stad Eindhoven. De buurt ligt in het oosten van Eindhoven, in de wijk Oud-Tongelre. Op 1 januari 2023 telde de buurt 475 inwoners, verdeeld over 213 woningen, met een gemiddelde WOZ-waarde van € 1.034.000,-, op een oppervlakte van 0,93 km². 
De buurt Doornakkers(-Oost en West) is een krachtwijk welke op de lijst van 40 wijken van minister Vogelaar staat terwijl Karpen en Koudenhoven villawijken zijn, met onder meer de IJzeren Man en de Karpendonkse Plas. De oude kern van het dorp Tongelre concentreerde zich rond de huidige wijk 't Hofke. De huizen in Karpen hebben met € 1.034.000,-, de hoogste gemiddelde WOZ-waarde van Eindhoven . 

## Fotogalerij

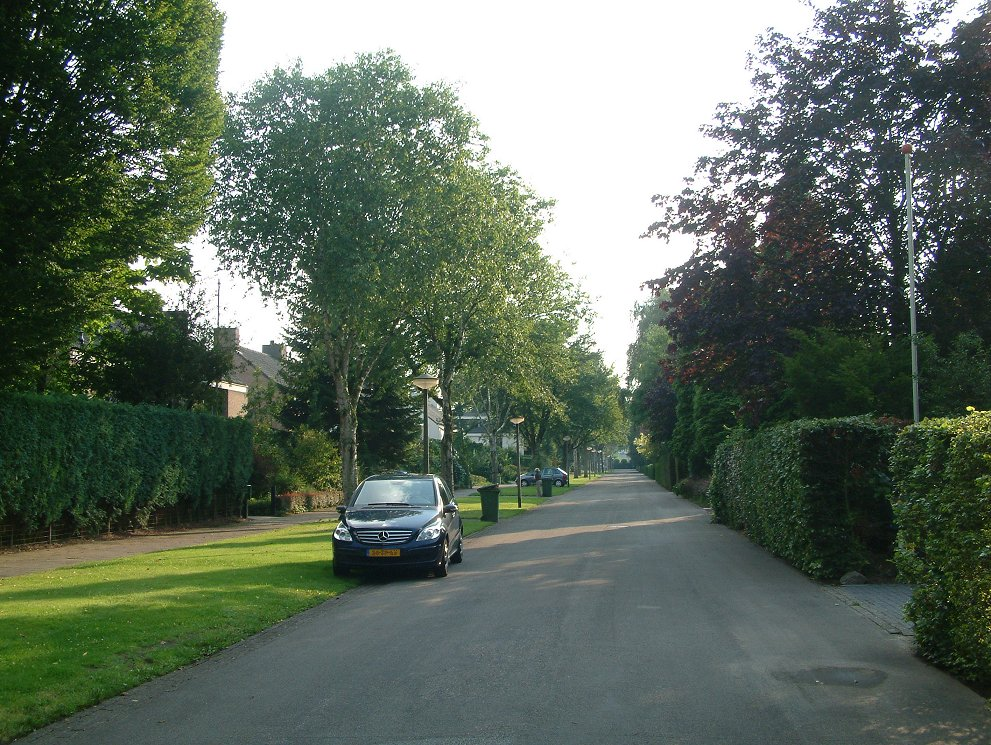
In de wijk
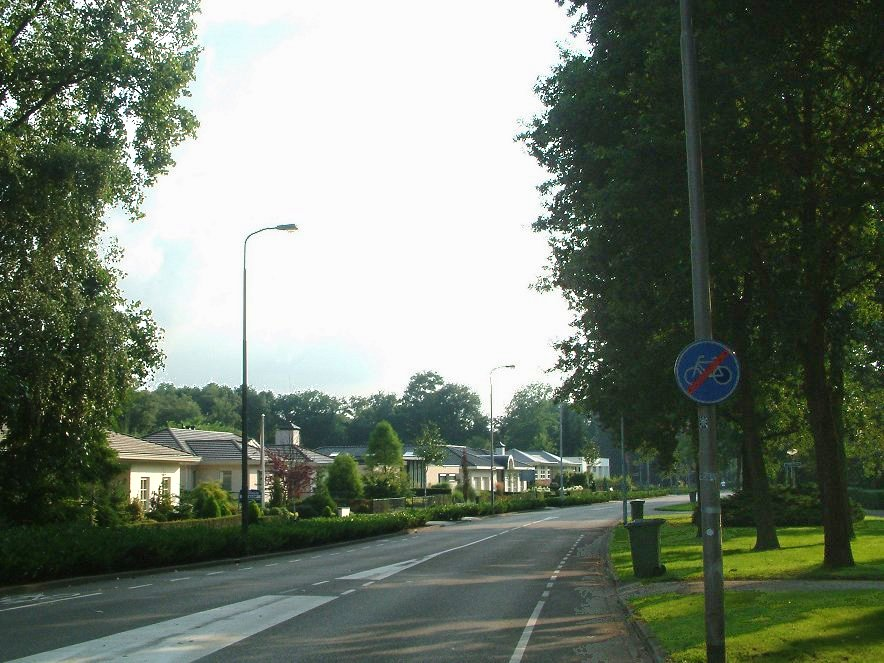
In de wijk
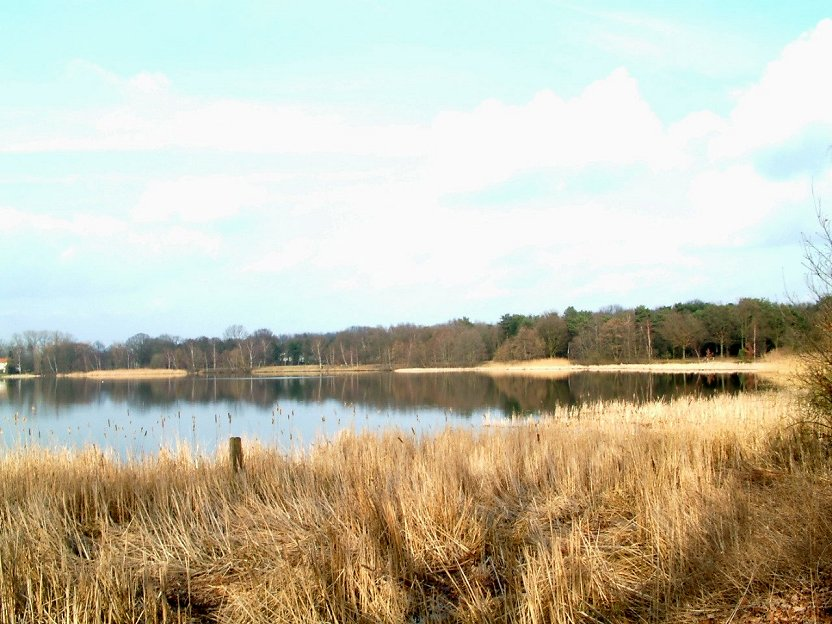
De Karpendonkse Plas
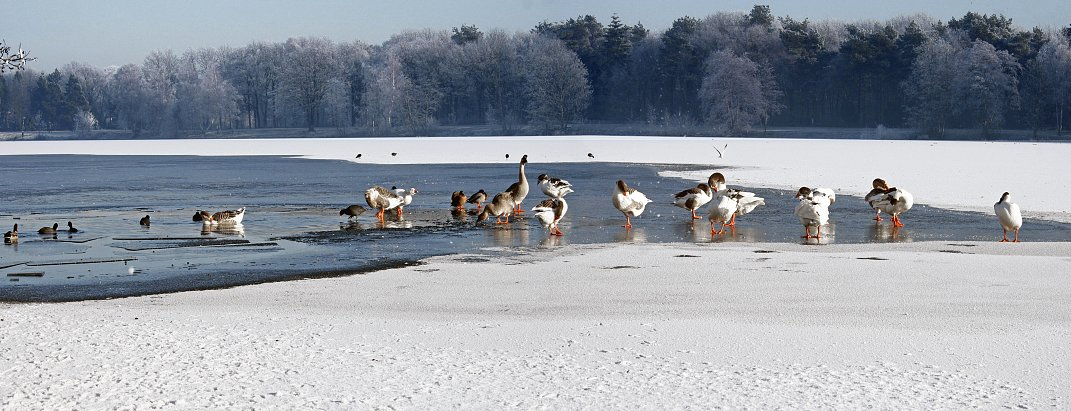
De Karpendonkse Plas
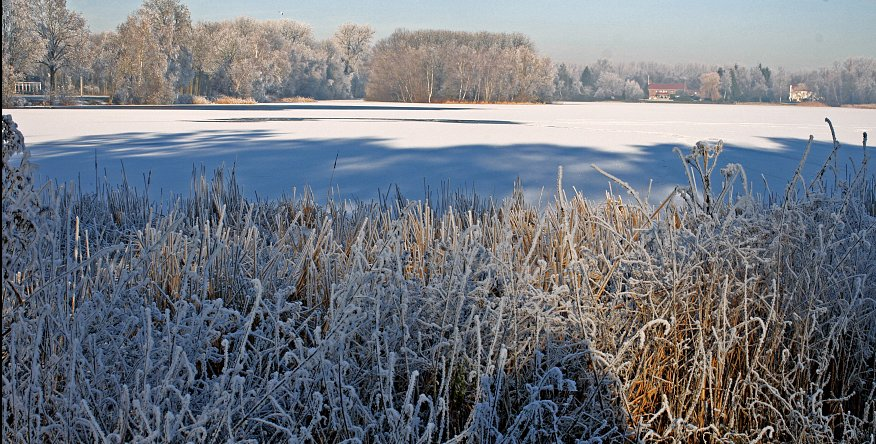
De Karpendonkse Plas
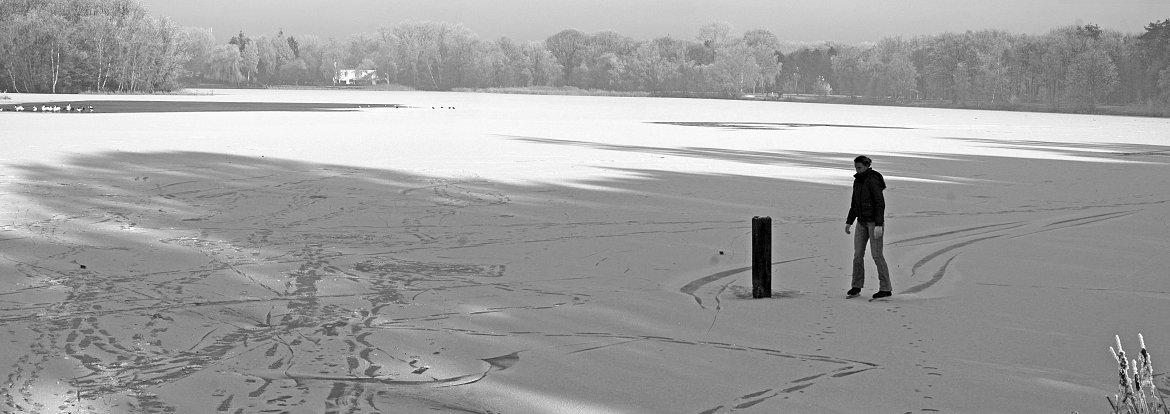
De Karpendonkse Plas